# 12. podporna brigada (ZDA)
12. podporna brigada (izvirno angleško 12th Support Brigade) je bila podporna brigada Kopenske vojske Združenih držav Amerike.

## Zgodovina
Brigada je bila ustanovljena kot osnovna logistična podporna enota za 18. zračnoprevozni korpus in celotni Fort Bragg. Že isto leto je bila poslana v Dominikansko republiko, kjer je do leta 1968 izvajala podporo za vietnamsko vojno. Deaktivirana je bila 22. junija 1972.

## Organizacija
- 55. medicinska skupina
- 269. skupina za delo s strelivom
- 774. transportni bataljon
- 160. inženirska skupina